# Alfredo de la Peña

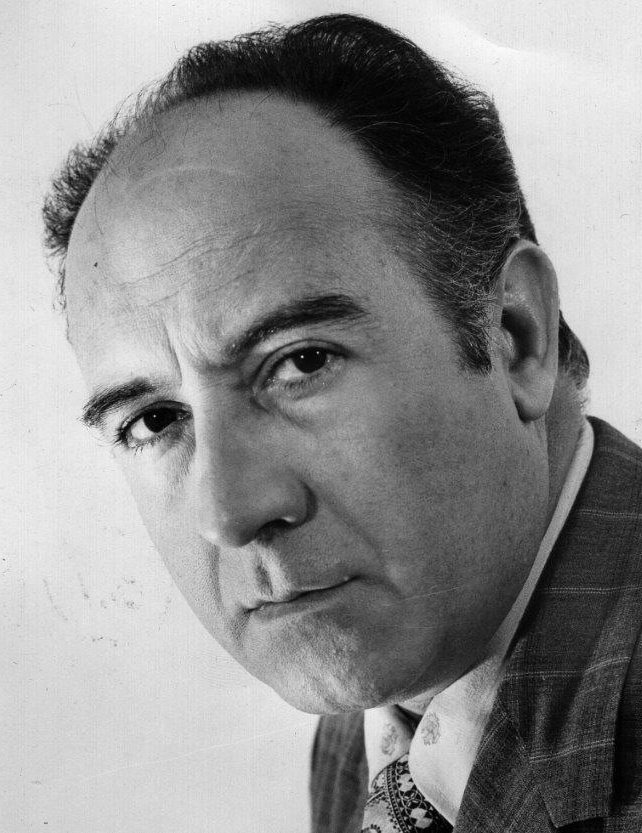
Portaretrato de Alfredo de la Peña

Alfredo de la Peña (Montevideo 25 de mayo de 1927 - 1985) fue un dramaturgo, crítico literario, director teatral, actor, profesor de literatura y libretista de televisión uruguayo.

## Biografía
Ejerció la docencia de literatura en varios institutos públicos y privados de Montevideo.
Fue periodista cultural para el diario El Pais.

Escribió varias obras de teatro, entre otras: El monostáculo (1976), El amorólogo (1977), La relación (1978).
A principios de la década de 1960 incursionó en televisión, en el entonces novedoso programa humorístico Telecataplúm (Canal 12 Teledoce de Montevideo), que marcó una época en el Río de la Plata. A diferencia de los programas hasta ese momento realizados que apelaban a la figura de conocidos capo-cómicos y al humor de brocha gorda, el libreto apuntaba a la inteligencia del espectador, aprovechando la sutil capacidad interpretativa del elenco y sus condiciones musicales. Las parodias, del más alto nivel, nunca fueron superadas. En ellas contribuía en los libretos Alfredo de la Peña, durante su permanencia en el elenco. Se retiró del programa en 1966. Poco después comenzó una serie de actuaciones televisivas también en Buenos Aires.
En 1965 incursionó en cine trabajando en la película "La industria del matrimonio". Fue la primera película argentina con la participación de los integrantes del conjunto uruguayo Telecataplum.
En 1975 participó junto a los humoristas Alberto Olmedo y Jorge Porcel en el film Maridos en vacaciones.
En la actualidad, la escuela de formación actoral del Teatro El Tinglado lleva en honor su nombre.

## Televisión

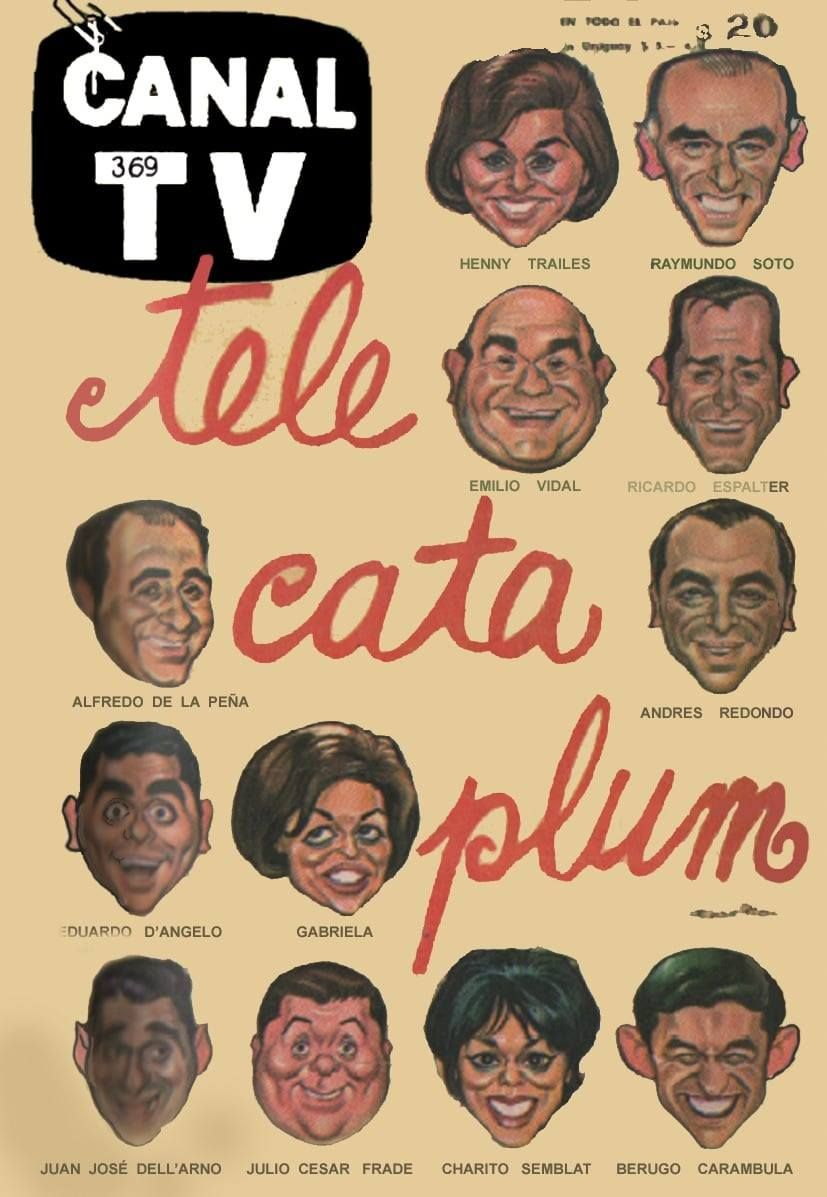
Alfredo de la Peña en la portada de Telecataplum

- Telecataplúm (1962-1966)
- Telecómicos (años 1960)
- Humorisqueta (1973)
- Politikabaret (1973)

## Filmografía
- La industria del matrimonio (Argentina- 1965, dir. Luis Saslavsky)
- Maridos en vacaciones (Argentina- 1975, dir. Enrique Cahen Salaberry)
- El lugar del humo (Argentina-Uruguay 1979, dir. Eva Landeck)

## Teatro

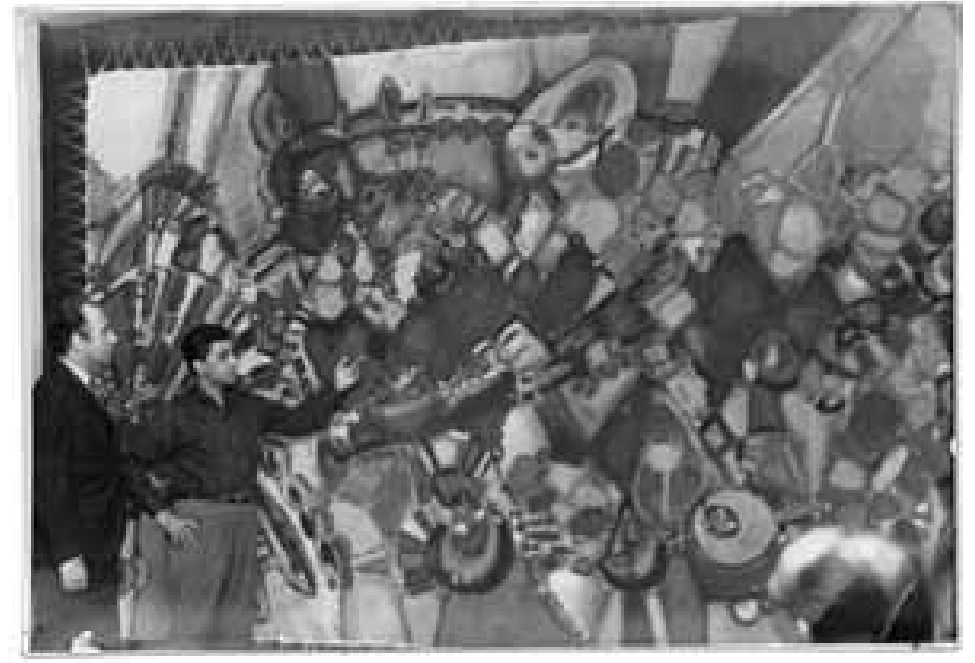
La gran tela pintada para el NTC- Nuevo Teatro Circular, calle Convención, en 1963. Alfredo De la Peña, actor y director del teatro, junto a Ohannes. De la Peña integraba además Telecataplúm que ensayaba en ese teatro.

- "No somos nada[4]" de Andrés Castillo, 1966, Dir. Alfredo de la Peña- Teatro El Tinglado
- “Al gran Bonete” de Alfredo de la Peña y Jorge Schek, 1971- Dirección: Alfredo de la Peña- Teatro El Tinglado
- “Estos Fantasmas” de Alfredo de la Peña, 1971- Dirección: Alfredo de la Peña- Teatro El Tinglado
- "Esta sí te va a gustar", 1974, dir. Antonio Prat y Ángel Cortese - Teatro Maipo.
- "Me enamoré de una bruja" de Pascual Tudino, 1974, Dir. Víctor Tasca.
- “El monostáculo” de Alfredo de la Peña, 1976- Dirección: Alfredo de la Peña- Teatro El Tinglado
- “Formas del amor”, de Alfredo de la Peña, 1977- Dirección: Alfredo de la Peña- Teatro El Tinglado
- “El monostáculo” de Alfredo de la Peña, 1977- Dirección: Alfredo de la Peña- Teatro El Tinglado
- “El amorólogo”, de Alfredo de la Peña, 1978- Dirección: Alfredo de la Peña- Teatro El Tinglado
- “Humornada” de Alfredo de la Peña, 1978- Dirección: Alfredo de la Peña- Teatro El Tinglado
- “La relación” de Alfredo de la Peña, 1978- Dirección: Alfredo de la Peña- Teatro El Tinglado
- “La Penitencia” de César di Candia, 1979- Dirección: Alfredo de la Peña- Teatro El Tinglado
- “La relación” de Alfredo de la Peña, 1979- Dirección: Alfredo de la Peña- Teatro El Tinglado
- "El avaro”[5] de Molière , 1980- Dirección: Alfredo de la Peña- Teatro El Tinglado (Debut teatral de la actriz Cristina Morán[6])
- “La relación” de Alfredo de la Peña, 1980- Dir. Alfredo de la Peña- Teatro El Tinglado
- “Cenicienta, perro y gato” de Andrés Guffanti, 1981- Dirección: Alfredo de la Peña- Teatro El Tinglado
- “Enredos de alcoba” de Cooney y Chapman , 1981- Dirección: Alfredo de la Peña- Teatro El Tinglado
- “Engaña Pichanga” de Alfredo de la Peña, 1981- Dirección: Alfredo de la Peña- Teatro El Tinglado
- “El novio de la nena”[7] de Alfredo de la Peña , 1981- Dirección: Alfredo de la Peña- Teatro El Tinglado
- “¿Dónde está Miusof?" de Valentín Kataiev, 1982- Dirección: Alfredo de la Peña- Teatro El Tinglado
- “El caso de Isabel Collins” de Elsa Shelley, 1982- Dirección: Alfredo de la Peña- Teatro El Tinglado
- “La danza macabra” de August Strinberg, 1983- Dirección: Alfredo de la Peña - Teatro El Tinglado
- “La Penitencia” de César di Candia, 1983- Dirección: Alfredo de la Peña - Teatro El Tinglado
- “Gente en obra 84” de Alfredo de la Peña, 1984- Dirección: Alfredo de la Peña - Teatro El Tinglado

## Obras
- Escribió algunos cuentos y obras bajo el seudónimo "Cholo Capandeguy[8]" y "Profesor Batata[9]"
- El monostáculo (1976), El amorólogo (1977), La relación (1978).

## Leyenda urbana
- En Montevideo, el fantasma del actor Alfredo de la Peña se manifiesta en el teatro El Tinglado. Sus misteriosas apariciones dieron vida a una de las más célebres leyendas urbanas[10] de la capital. https://uy.domiplay.net/video/el-fantasma-del-tinglado--15-04-20-voces-qxed6e